# Pioni
El Pioni és un àtom exòtic compost per un mesó  π+ i un π−. Es pot crear, per exemple, per la interacció d'un raig accelerat de protons en un accelerador de partícules i un nucli atòmic com a objectiu.
El pioni té una vida mitjana curta, predit per la teoria de la pertorbació quiral, de 2.89×10−1 s. Es desintegra principalment en dos mesons pions neutres, i en menor mesura en dos fotons.
Actualment s'estudia el pioni al CERN per mesurar la seva vida mitjana. La col·laboració amb el DIRAC permeté detectar la desintegració de més de 5.000 pionis d'un total de 6,4×108, la qual cosa permetrà la determinació de la seva vida amb un error del 15%. L'equip espera reduir l'error al 10% en el futur.
El 2005, l'experiment NA48 del CERN publicà proves de producció i desintegració de pioni en kaons carregats, estudiant l'espectre de la massa del parell de pions fills en la prova amb tres pions en l'estat final: {\displaystyle K^{\pm }\to \pi ^{\pm }(\pi \pi )_{atom}\to \pi ^{\pm }\pi ^{0}\pi ^{0}}. La possibilitat de mesurar les característiques del pioni s'està investigant.
Els resultats d'aquests experiments proporcionaran proves crucials de prediccions de QCD de baixa energia.